# Stefano Caldoro

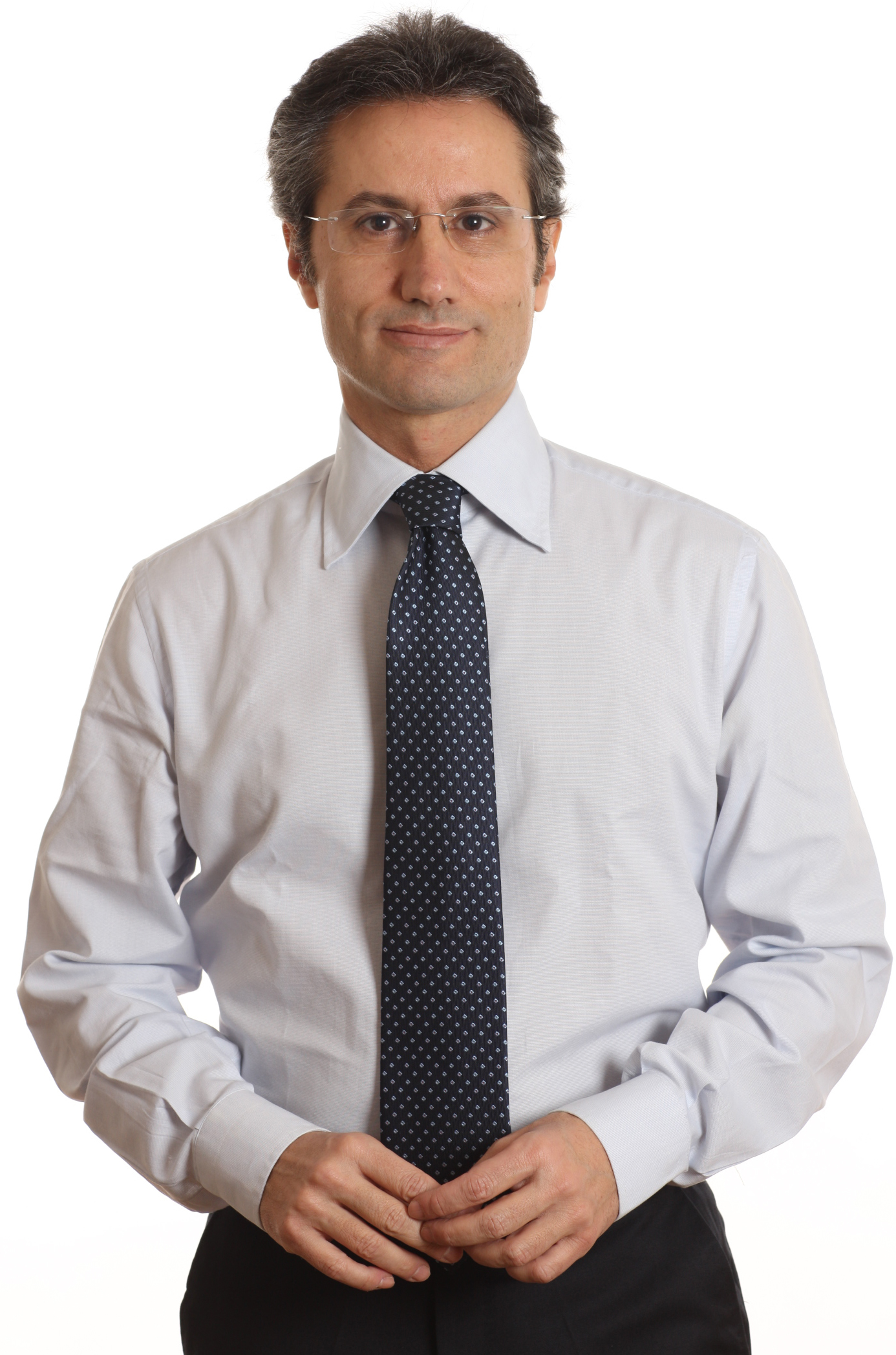
Stefano Caldoro

Stefano Caldoro (Campobasso, 3 december 1960), is een Italiaans politicus. Caldoro is lid van de Socialistische Partij- Nieuwe PSI (Nuovo PSI).
Stefano Caldoro studeerde politicologie en was daarna als journalist werkzaam. In 1985 werd hij voor de Socialistische Partij van Italië (PSI) in de regionale raad van Campania gekozen. In 1992 werd Caldoro voor de PSI in de Kamer van Afgevaardigden gekozen. In 1994 kwam er een einde aan de door corruptieschandalen geplaagde PSI. Caldoro sloot zich aan bij de Socialistische Partij- Nieuwe PSI (Nuovo PSI). De Nuovo PSI is lid van het Huis van de Vrijheden van Silvio Berlusconi.
In 1999 was Stefano Caldoro presidentskandidaat voor de regio Napels, maar werd niet gekozen. In 2001 werd hij staatssecretaris en later onderminister van Onderwijs in het kabinet-Berlusconi II en in kabinet-Berlusconi III (sinds 22 april 2005) minister zonder portefeuille (Uitvoering van het Regeringsprogramma).
Tijdens de interne partijcrisis binnen de Nuovo PSI in oktober 2005, koos Caldoro de kant van de zittend voorzitter, Gianni De Michelis en was hij dus vóór de voortzetting van het Huis van de Vrijheden.
- Gemeinsame Normdatei: 1079246622
- Virtual International Authority File: 114144898532450290942
- WorldCat: E39PBJfMmmqy443XXwG8mW6tKd